# シルバーサイズ (原子力潜水艦)
|           |                          |
| 艦歴      |                          |
| 発注:     | 1968年6月25日            |
| 起工:     | 1969年10月13日           |
| 進水:     | 1971年6月4日             |
| 就役:     | 1972年5月5日             |
| 退役:     | 1994年7月21日            |
| 除籍:     | 1994年8月2日             |
| その後:   | 原子力艦再利用プログラム |
| 性能諸元  |                          |
| 排水量:   | 基準：4,159トン          |
| 全長:     | 90.8 m (298 ft)          |
| 全幅:     | 9.7 m (32 ft)            |
| 吃水:     | 8.8 m (29 ft)            |
| 機関:     | S5W reactor              |
| 最大速:   | 25 ノット                |
| 乗員:     | 士官14名、兵員95名       |
| 兵装:     | 21インチ魚雷発射管4基    |
| モットー: | Veni Vidi Vici           |

シルバーサイズ (USS Silversides, SSN-679) は、アメリカ海軍の原子力潜水艦。スタージョン級原子力潜水艦の30番艦。艦名はペヘレイに因む。その名を持つ艦としてはガトー級潜水艦25番艦(SS/AGSS-236)以来2隻目。

## 艦歴
シルバーサイズの建造は1968年6月25日にコネチカット州グロトンのジェネラル・ダイナミクス、エレクトリック・ボート社に発注される。1969年10月13日に起工し、1971年6月4日にジョン・チェイフィー海軍長官夫人によって命名、進水し、1972年5月5日に艦長ジョン・E・アラン中佐の指揮下就役した。
大西洋およびカリブ海での整調後、シルバーサイズはサウスカロライナ州チャールストンを母港とし、大西洋で作戦活動に就く。
シルバーサイズは1977年1月にノーフォーク海軍造船所で乾ドック入りし、母港もノーフォークへ変更した。
1984年の秋にシルバーサイズは母港のノーフォークを出港し、11月後半にピュージェット・サウンド海軍工廠で燃料交換オーバーホールに入る。作業は1986年8月に完了し、同年末に母港のバージニア州ノーフォークに帰還した。
1989年秋にシルバーサイズは北極で浮上した。北極海から太平洋に向かい、太平洋艦隊の演習に参加、ハワイとカリフォルニア州を訪問した後パナマ運河を通過しノーフォークに帰還した。シルバーサイズは北アメリカ大陸を周航した2隻目の潜水艦となる。1994年中頃にシルバーサイズは母港をノーフォークから真珠湾へ変更した。
シルバーサイズは1994年7月21日に退役し、1994年8月2日に除籍された。その後ワシントン州ブレマートンで原子力艦再利用プログラムの下2000年10月1日に解体が始まり、2001年10月1日に作業は完了した。